# Ерік Перейра
Е́рік де Оліве́йра Пере́йра (порт. Eric de Oliveira Pereira; нар. 5 грудня 1985 року, Нова-Ігуасу) — бразильський футболіст. Атакувальний півзахисник румунського клубу «Газ Метан».

## Біографія
Розпочав ігрову кар'єру 2007 року у бразильському «Метрополітано», проте вже того ж року на правах оренди перейшов у румунський «Газ Метан», який по завершенні терміну оренди викупив контракт гравця.
Влітку 2011 року Ерік в односторонньому порядку розірвав контракт з румунським клубом, за що отримав 16 матчеву дискваліфікацію і підписав чотирирічний контракт з львівськими «Карпатами». Проте у складі львівського клубу Ерік довго не міг адаптуватись і виступав за молодіжну команду. За основну команду дебютував лише в останньому матчі осінньої частини чемпіонату 10 грудня 2011 року проти київського «Динамо» (0-1), тому вже взимку Ерік виявив бажання покинути команду, проте головний тренер «левів» Павло Кучеров заявив, що у весняній частині чемпіонату бразилець буде частіше потрапляти до команди і Ерік погодився продовжити виступи у «Карпатах».
Навесні 2012 року Ерік став основним гравцем команди і зіграв у п'яти матчах, проте після програної гри аутсайдеру чемпіонату «Оболоні», Еріка було переведено до молодіжної команди. Через це футболіст самовільно покинув команду і не з'явився на збори, розірвавши в односторонньому порядку контракт.
Влітку 2012 року повернувся до румунського клубу «Газ Метан»

## Титули і досягнення
- Володар Кубка Румунії (1):

«Віїторул»: 2018-19
- Володар Суперкубка Румунії (1):

«Віїторул»: 2019